# Allée Arnaud Beltrame
Allée Arnaud Beltrame är en allé i Quartier des Archives i Paris tredje arrondissement. Allén är uppkallad efter Arnaud Beltrame (1973–2018), officer i det franska gendarmeriet. Han mördades efter att frivilligt ha erbjudit sig att ersätta en gisslan i samband med terrorattacken i Carcassone den 23 mars 2018. 
Allén invigdes år 2020 och omger Jardin Arnaud Beltrame, i vilken växer italienska alar, vinhallon, småbladig syren och surkörsbär.
Allée Arnaud Beltrame börjar vid Rue des Tournelles 35 och slutar vid Rue des Tournelles 37.

## Omgivningar
- Saint-Denys-du-Saint-Sacrement
- Saint-Gervais-Saint-Protais
- Place des Vosges

## Bilder
| - Arnaud Beltrame. - Alléns skylt. - Jardin Arnaud Beltrame. |

## Kommunikationer
- Tunnelbana – linje  – Chemin Vert
- Busshållplats Tournelles – Saint-Gilles – Paris bussnät, linje 29

### Webbkällor
- ”Dénomination allée Arnaud Beltrame” (på franska). Ville de Paris. 2019. https://archive.wikiwix.com/cache/index2.php?url=http%3A%2F%2Fa06.apps.paris.fr%2Fa06%2Fjsp%2Fsite%2Fplugins%2Fodjcp%2FDoDownload.jsp%3Fid_entite%3D50484%26id_type_entite%3D6. Läst 18 oktober 2023.